# Valltjärnen (Näskotts socken, Jämtland)
Valltjärnen är en sjö i Krokoms kommun i Jämtland och ingår i Indalsälvens huvudavrinningsområde. Sjön har en area på 0,0847 kvadratkilometer och ligger 473,5 meter över havet.

## Delavrinningsområde
Valltjärnen ingår i det delavrinningsområde (704376-138834) som SMHI kallar för Mynnar i Torrfinnån. Medelhöjden är 495 meter över havet och ytan är 2,87 kvadratkilometer. Räknas de 2 avrinningsområdena uppströms in blir den ackumulerade arean 15,21 kvadratkilometer. Vattendraget som avvattnar avrinningsområdet har biflödesordning 4, vilket innebär att vattnet flödar genom totalt 4 vattendrag innan det når havet efter 323 kilometer. Avrinningsområdet består mestadels av skog (75 procent) och sankmarker (15 procent). Avrinningsområdet har 0,09 kvadratkilometer vattenytor vilket ger det en sjöprocent på 3 procent.